# Howli
Howli è una suddivisione dell'India, classificata come town committee, di 15.958 abitanti, situata nel distretto di Barpeta, nello stato federato dell'Assam. In base al numero di abitanti la città rientra nella classe IV (da 10.000 a 19.999 persone).

## Geografia fisica
La città è situata a 26° 25' 60 N e 90° 58' 0 E e ha un'altitudine di 42 m s.l.m..

## Società

### Evoluzione demografica
Al censimento del 2001 la popolazione di Howli assommava a 15.958 persone, delle quali 8.274 maschi e 7.684 femmine. I bambini di età inferiore o uguale ai sei anni assommavano a 2.295, dei quali 1.163 maschi e 1.132 femmine. Infine, coloro che erano in grado di saper almeno leggere e scrivere erano 9.976, dei quali 5.706 maschi e 4.270 femmine.